# Siège de Saint-Jean de Losne (1636)
Guerre de Dix Ans
Batailles
Le siège de Saint-Jean de Losne de 1636 est une bataille qui eut lieu du 25 octobre au 3 novembre 1636 durant la guerre de Dix Ans, l'épisode comtois de la guerre de Trente Ans. Elle oppose l'armée impériale et lorraine de Mathias Gallas à la petite garnison française de Claude Rochefort d'Ailly de Saint-Point. 

## Contexte
En août 1636, une armée lorraine, impériale et comtoise de secours commandée par Charles de Lorraine arrive en vue de Dole assiégée depuis plusieurs mois, ce qui provoque le retrait de l'armée de Condé et la victoire des Comtois. L'armée de Condé étant remontée au nord vers Corbie, la voie est libre pour envahir la Bourgogne.  
Une série de raids est décidée et lancée depuis les villes de Dole et de Gray. Elle cible dans un premier temps le secteur de Pontailler-sur-Saône. Le 28 août, Pontailler est prise et dans les jours suivants les bourgades aux alentours subissent toutes le même sort (Talmay, Saint-Sauveur, Maxilly-sur-Saône...). Le 2 septembre, Gallas reçoit alors le commandement de l'armée lorraine et impériale et reçoit l'ordre officiel d'envahir la Bourgogne. Le même jour, c'est le tour de Mirebeau-sur-Bèze d'être prise.

## La bataille

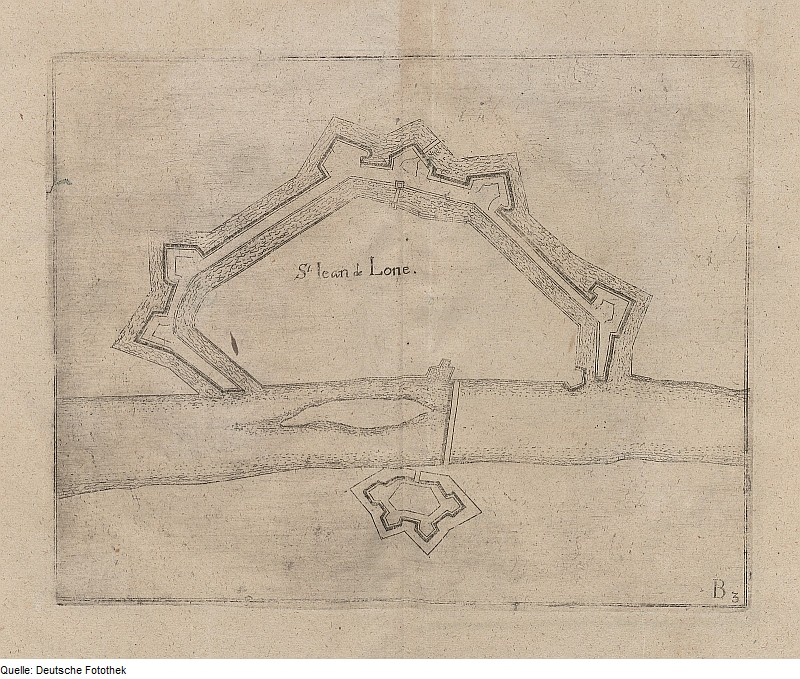
Fortifications de Saint-Jean de Losne

L'objectif principal de Matthias Gallas est la ville de Dijon. Mais après avoir fait reconnaître ses fortifications, il décide d'attendre pour attaquer. Il lui faut d'abord sécuriser sa ligne de ravitaillement avec le comté de Bourgogne. C'est pourquoi la ville de Saint-Jean-de-Losne doit impérativement être prise. Elle doit servir également de quartier d'hiver à ses troupes. La météo extrêmement pluvieuse de cet automne 1636 joue un rôle déterminant.  
Le 25 octobre 1636, les troupes dirigées par Matthias Gallas secondé par Franz von Mercy et le duc Charles de Lorraine mettent le siège devant Saint-Jean-de-Losne alors très faiblement défendue. L'armée française a évacué la ville dans les jours précédents. Seuls 150 hommes sont maintenus sur place avec un corps de miliciens constitué à la hâte. Les murailles devaient être démantelées mais la population, déterminée à résister, s'y est opposée et a même pu conserver ses 8 canons, déterminants dans la bataille. Le gouverneur de la ville, Claude Rochefort d'Ailly de Saint-Point, est de plus gravement malade et alité. Ce même jour, une première attaque est lancée aux abords de la ville au niveau du pont de Saint-Usage. Les Impériaux sont repoussés. 
Le 26 octobre, le pilonnage par l'artillerie commence et dure plusieurs jours.  
Le 27 octobre, une première attaque sur la ville est lancée au niveau des bastions Saint-Jean et de la tour. L'attaque est repoussée.
Le 28 octobre, Gallas somme la ville de se rendre mais celle-ci refuse. Il s'empare cette fois du poste avancé de Saint-Usage se rendant maître de l'accès principal à la ville. 
Le 29 octobre, nouvelle attaque sur la porte de Dijon et le bastion de la tour. À cause de l'imprécision des tirs d'artillerie impériaux et du très mauvais temps (neige) l'attaque échoue de nouveau. Le lendemain l'attaque reprend et les Impériaux réussissent cette fois à prendre deux bastions : celui de Saint-Jean et celui de la Tour. Mais celui de Saint-Jean est repris par les Français en fin de journée grâce à des renforts (100 mousquetaires) arrivés de Seurre dans l'après-midi.   
Le 31 octobre, une attaque combinée sur toutes les portes de la ville est lancée. La plupart des portes sont prises mais la pluie torrentielle qui tombe sur la ville empêche les assaillants d'exploiter leur progression.
Le 1er novembre, une large brèche est alors ouverte dans les murs. Des combats font rage autour de la brèche qui est perdue et reprise de nombreuses fois dans la journée. Les combats ont maintenant lieu dans les rues et une grande partie de la population y prend part. Les canons français qui font feu en tirs croisés de chaque côté de la brèche font alors beaucoup de victimes.  
Le 2 novembre au matin, Gallas somme à nouveau la ville de se rendre : nouveau refus. Après deux assauts massifs et malgré la brèche dans les fortifications, la ville n’est pas prise et un troisième assaut n'y suffit pas. De plus, la pluie continue, qui tomba pendant tout le siège, fit entrer en crue la Saône, inondant le camp des assiégeants qui manquaient déjà de vivres. Au soir, une avant-garde des troupes royales, dirigée par le maréchal de camp Josias Rantzau, arriva en soutien des habitants : les troupes impériales levèrent le camp dans la nuit du 2 au 3 novembre et durent se replier vers la Comté.

## Conséquences
Cette retraite précipitée et imprévue dans des conditions météorologiques défavorables fut très difficile et l'armée impériale y laissa de nombreux morts, canons et matériels. Cette bataille divise profondément Lorrains et Impériaux ; division en premier lieu fatale à la Franche-Comté, la privant d'un soutien qui lui aurait été indispensable dès l'année suivante. Cette partie de la Bourgogne n’a plus été inquiétée par les Impériaux. Seule la Bresse fut encore attaquée l'année suivante par les troupes comtoises. 
Louis XIII récompensa le courage de la ville en l'exemptant d'impôts.

## Anecdotes

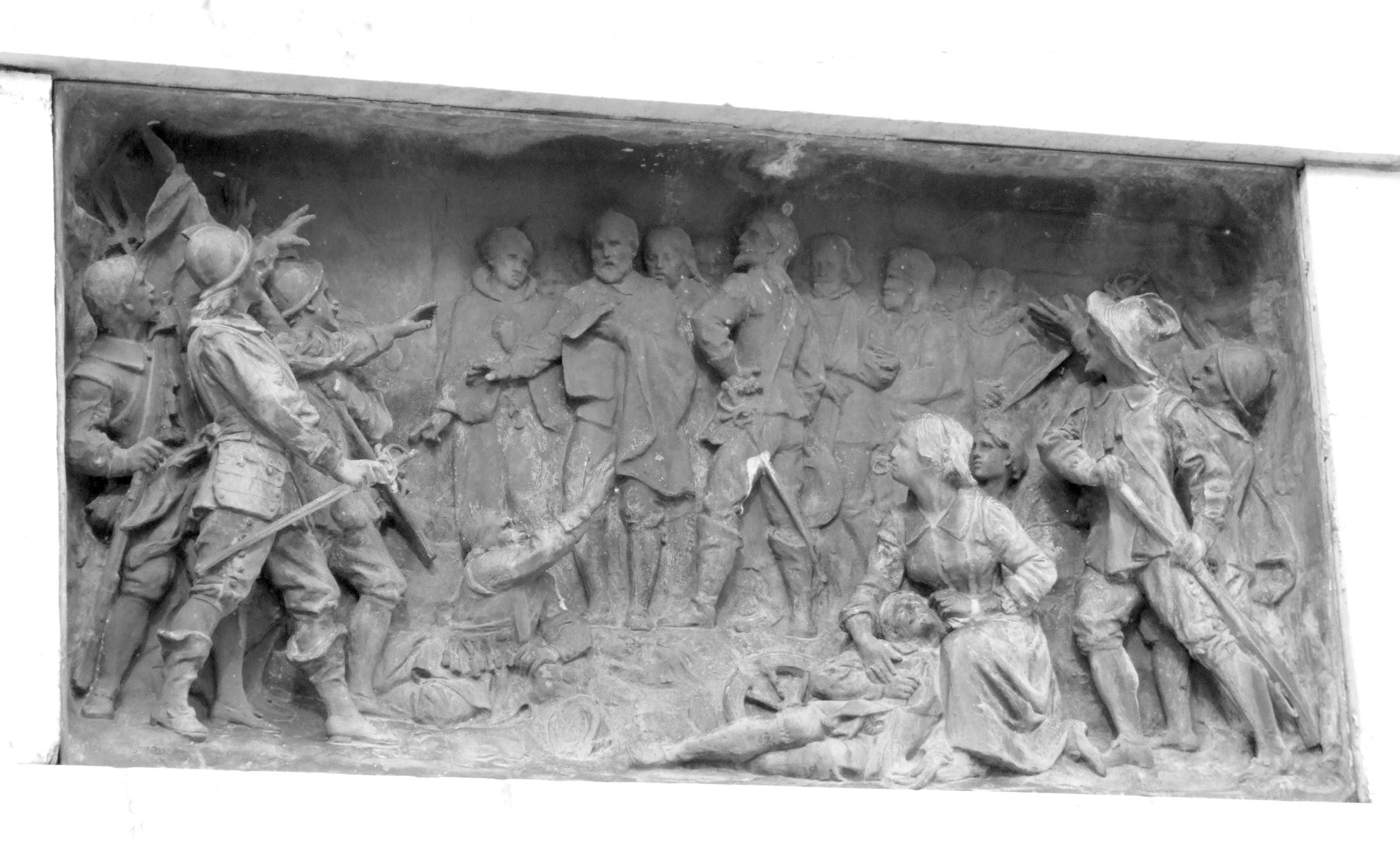
Détail du monument commémorant le siège de 1636

- Détail du monument commémorant le siège de 1636Après cette héroïque résistance fut ajouté au nom de la ville celui de « Belle Défense ». À la Révolution française son nom fut d'ailleurs remplacé - temporairement - par celui de « Belle Défense »
- Deux drapeaux pris aux Autrichiens lors des assauts sont visibles dans l'église Saint-Jean-Baptiste.
- La victoire du siège imposé par Gallas est commémorée tous les cinquante ans. La dernière « Fête de la Gallas » eut lieu en 1986 et l'édition suivante est programmée pour 2036.